# Clarkia tenella
Clarkia tenella är en dunörtsväxtart. Clarkia tenella ingår i släktet clarkior, och familjen dunörtsväxter.

## Underarter
Arten delas in i följande underarter:
- C. t. ambigua
- C. t. araucana
- C. t. tenella
- C. t. tenuifolia

## Bildgalleri

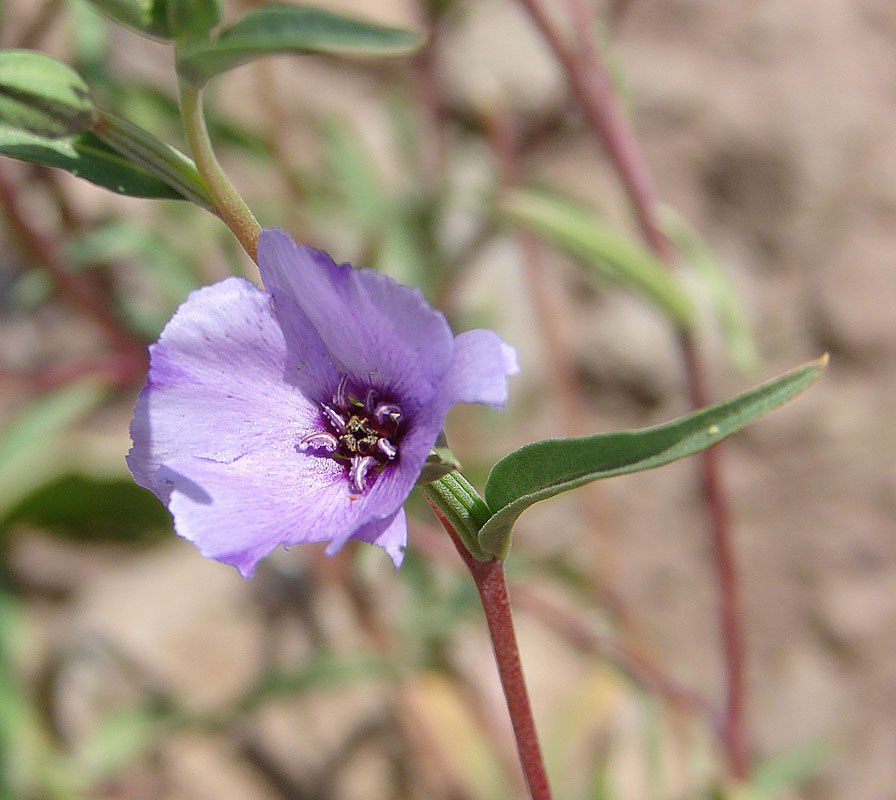